# Draba simmonsii
Draba simmonsii är en korsblommig växtart som beskrevs av Reidar Elven och Al-shehbaz. Draba simmonsii ingår i släktet drabor, och familjen korsblommiga växter. Inga underarter finns listade i Catalogue of Life.